# Tablatura
El término 'tablatura 

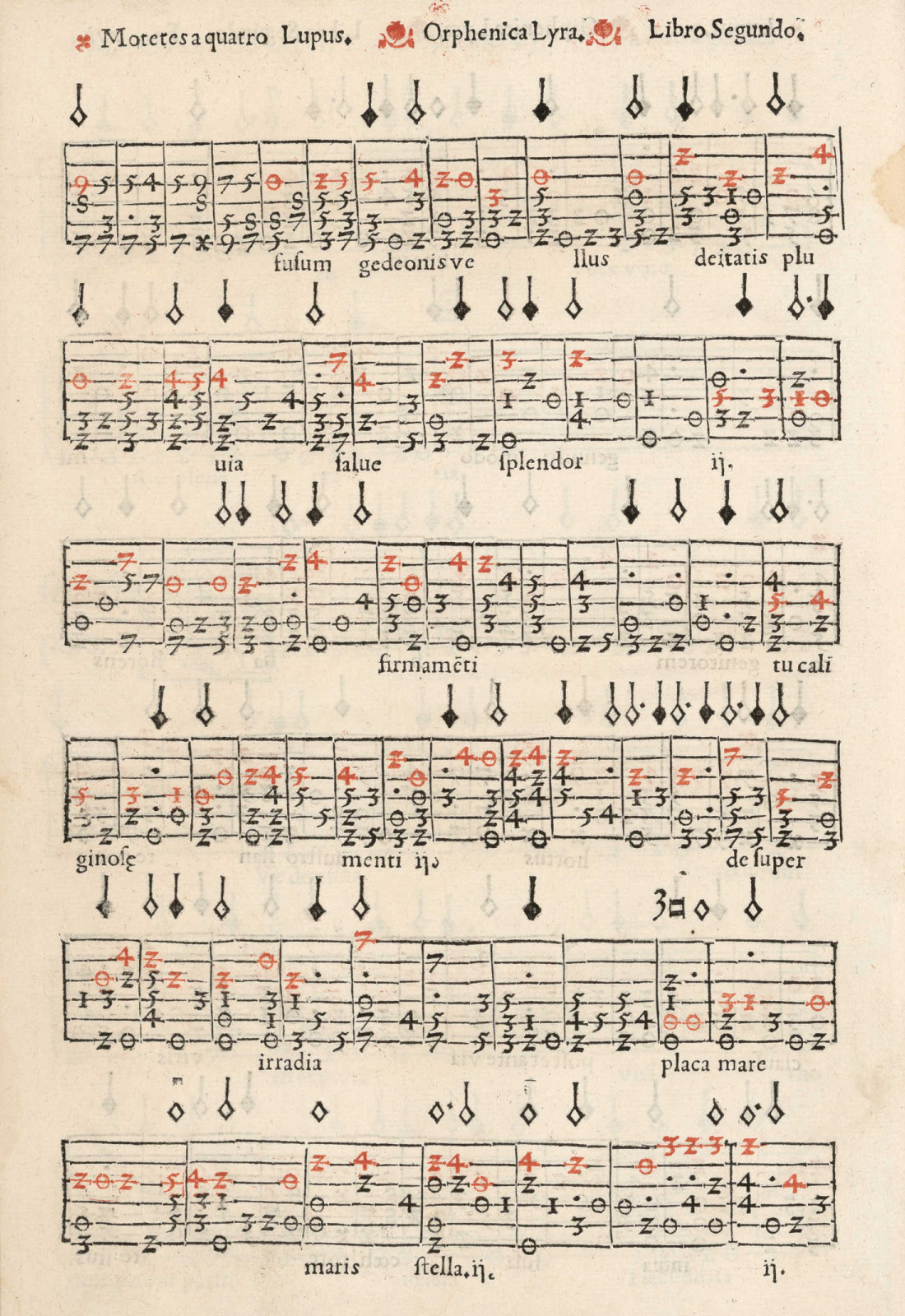
Tablatura para vihuela de 1554.

se utiliza para definir formas de escritura musical especiales para ciertos instrumentos. A diferencia de la notación musical corriente, algunas presentan únicamente las posiciones y colocaciones en el instrumento para la interpretación de una pieza, y no las alturas ni las duraciones de los tonos. Tablaturas mejor elaboradas, sin embargo, utilizan figuras rítmicas análogas a la partitura para representar la duración de las notas. Debido a que no es necesario tener un conocimiento musical especial, las tablaturas son relativamente fáciles de leer y de entender.

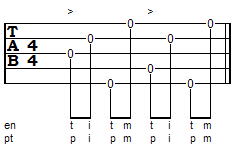
Tablatura con figuras rítmicas

## Historia
La primera aparición de la tablatura data del 1300 en Europa. Fue utilizada en sus inicios para escribir música para una única voz, y luego se logró aplicarla a varios instrumentos, como el laúd, la vihuela, la guitarra, la viola da gamba, el arpa, el órgano, el clavecín, el clavicordio y el virginal.

## Funcionamiento general
En las tablaturas para instrumentos de teclado (llamadas en castellano "cifra de órgano", pero también válida para instrumentos polifónicos como el arpa o la vihuela) se disponen letras, números o símbolos sobre tantas líneas como voces tenga la obra, que indican las teclas que deben ser presionadas.
Las tablaturas para instrumentos de cuerda hacen uso de letras o números sobre líneas o letras colocadas libremente. En el caso de las tablaturas de laúd o de guitarra, normalmente sólo se indica el momento de inicio de un sonido, pero no su duración ni la conducción de las diferentes voces en piezas polifónicas. En las tablaturas para guitarra actuales (muchas de ellas encontradas en Internet), muchas veces no se especifica el ritmo, de forma que el intérprete debe conocer la pieza para poder tocarla.
El sistema de notación de tablaturas se continúa utilizando, principalmente por principiantes y aficionados de instrumentos de cuerda como la guitarra y el bajo. Su uso se ha extendido considerablemente a través del Internet, debido a que los documentos de texto que las contienen son fáciles de transcribir y copiar. En la música popular comúnmente se llama a la tablatura tab por su nombre en inglés.

## Variantes
Debido a que las tablaturas únicamente muestran las posiciones necesarias para producir cada sonido o grupo de sonidos, solo se pueden utilizar en el instrumento para el cual están concebidas (o en otros instrumentos con funcionamiento y afinación similares). Esto significa que una tablatura para órgano no es útil para un laúd y viceversa. Tampoco funciona una misma tablatura para los diferentes instrumentos de cuerda, ya que estos se diferencian considerablemente en el número de cuerdas y en su afinación.
Además de los diferentes tipos de tablaturas según el instrumento, también existen diversos tipos de tablaturas según su origen regional. De esta forma no son idénticas las tablaturas de órgano españolas, italianas o alemanas, ni tampoco las tablaturas de laúd de estas u otras regiones.

### Tablaturas antiguas para vihuela, laúd y guitarra barroca
Hacia 1507, en Italia, Ottaviano Petrucci publicó el primer libro de tablatura para laúd: "Intabolatura de lauto libro primo" de Francesco Spinacino . Este sistema de notación musical que indicaba los trastes y las cuerdas que el músico debía pisar en el instrumento se hizo muy popular en el siglo XVI en instrumentos como la vihuela, el laúd y la guitarra barroca; y sostuvo su importancia durante el período barroco.  
En aquella época, en Europa, la forma de graficar la música en la tablatura variaba según el país e incluso según el autor.  
-Por un lado, existía la tablatura italiana (que también era utilizada en España para la vihuela por compositores como Alonso Mudarra o Luis de Narváez. La misma consta de seis líneas (cada una representando un orden del laúd o de la vihuela) en donde la inferior representa el primer orden y la superior el sexto. Sobre cada línea se anotan números que indican en qué traste se debe pisar la cuerda. Arriba de las seis líneas de la tablatura se anotan distintas figuras rítmicas que coinciden con los números escritos (o se hacen coincidir a través de unos puntitos que ligan el número con la figura rítmica). Si arriba de una nota o un acorde no hay figura rítmica, se toma como valor rítmico la última figura que apareció hasta que aparezca una nueva. Por último, si al comienzo de la tablatura vemos el símbolo de un círculo con una línea que lo atraviesa, significa que la pieza debe ser tocada "a prisa" y si en vez de un círculo es una especie de letra "c" con la línea que la atraviesa, significa que la pieza debe ser ejecutada "despacio". Una variación de este tipo de tablatura era utilizada por Luis Milán, en donde la línea inferior de la tablatura representaba el sexto orden y la superior el primero.   
-Por otro lado, otro tipo de tablatura que se utilizaba era la tablatura francesa, la cual no sólo se utilizaba en Francia sino en otras partes de Europa como Inglaterra (obsérvese el caso del compositor John Dowland). Esta tablatura, si era utilizada para el laúd, también constaba de seis líneas, sin embargo, la línea superior es la que representaba el primer orden (como ocurre con la variante de la tablatura italiana de Luis Milán). En vez de utilizar números para indicar los trastes donde se debe pisar la cuerda, se utilizan letras que pueden aparecer escritas sobre las líneas o por encima de ellas, siendo la "a" la cuerda al aire, la "b" el primer traste, y así sucesivamente. El segundo traste sin embargo, no es una letra "c", sino una "r" o "Γ" para que no sea confundida con la "e" que representaría el cuarto traste. En esta tablatura también se puede observar la simbología que aparece al comienzo de las piezas escritas en tablatura italiana que indican si la pieza debe ser tocada "a prisa" o "despacio", así como las figuras rítmicas que indican el valor de una nota. También podemos encontrarnos con símbolos que representan adornos y forrmas de articular las notas. Por ejemplo: en algunas tablaturas francesas escritas en Inglaterra puede aparecer un puntito debajo de las notas de una escala  de forma alternada. Esto indica que aquellas notas deben ser tocadas con el dedo índice, presumiendo que las otras notas de la escala son tocadas con pulgar. Cuando aparece un "3" en el medio de la tablatura, se está indicando que la melodía pasa a ser ternaria.   
A finales del siglo XVI y durante todo el período barroco, el laúd fue sufriendo modificaciones. Al mismo se le agregaban cada vez más órdenes graves, y esto se anotaba en la tablatura de la siguiente forma: el séptimo orden se escribía por debajo de las seis líneas. El octavo se escribía como una "a" por debajo de las seis líneas y con una "/" arriba de la letra. El noveno como una "a" con "//" por arriba y el décimo como una "a" con "///" por encima. Luego de varias experimentaciones con el laúd, Silvius Leopold Weiss creó un instrumento de este tipo con trece órdenes, el cual pasaría a ser conocido como laúd barroco. Estos órdenes se anotaban en la tablatura como "4", comenzando por el 11°, "5", el 12° y "6", el 13°; todos anotados por debajo de las seis líneas.   
Este tipo de tablatura también fue muy utilizado para la guitarra barroca. Un compositor que ha escrito obras en este tipo de tablatura fue Robert De Visée. La misma cuenta con cinco líneas en vez de seis, siendo el orden más agudo el representado por la línea superior. En este tipo de tablaturas, las figuras rítmicas se encuentran también dentro de las líneas, indicando en este caso, que lo que está escrito se debe tocar rasgueado. Si la plica de una figura rítmica está escrita hacia abajo, se debe ejecutar un rasguido hacia abajo, y si está escrita hacia arriba, se hace la inversa. La "x" sobre una nota, representa un trino que, por defecto, comienza con la nota superior. Si hay una especie de "," al lado de una letra, se interpreta una apoyatura.   
Gaspar Sanz también tomó un tipo de notación musical para la guitarra barroca conocido como "alfabeto", presuntamente inventado por Girolamo Montesardo, en donde cada letra del alfabeto representaba un acorde distinto.   
-Por último, también existía la tablatura alemana que fue utilizada en Alemania en la primera mitad del siglo XVI. La misma fue ideada para un laúd de 5 órdenes, y a diferencia de los demás tipos de tablatura, no utiliza líneas para representar las cuerdas del instrumento. Los órdenes al aire son representados por los números 1 al 5, siendo el 1 el más grave y el 5 el más agudo. las notas pisadas son designadas con letras, sin embargo, el orden de las letras va avanzando por los trastes y no por las cuerdas, es decir, la "a" es el primer traste del orden 1, la "b" el primer traste del orden 2, etc. Las figuras rítmicas se anotaban por encima de las letras. La "J" y la "U" tanto aquí como en la tablatura francesa se omiten. Aquí, los espacios que faltantes son completados con un "7" y un "9".    
| 5 | e | k | p | v | 9 |
| 4 | d | i | o | t | 7 |
| 3 | c | h | n | s | z |
| 2 | b | g | m | r | y |
| 1 | a | f | l | q | x |

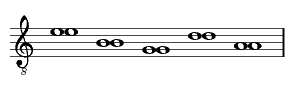
Afinación Gaspar Sanz (Guitarra barroca)

En cuanto a la afinación de los instrumentos como el laúd, la vihuela o la guitarra barroca, se pueden observar variaciones a lo largo de la historia. Por ejemplo, el laúd renacentista (siglo XVI) se afinaba de la siguiente manera: Sol - re - la - fa - re - sol (desde el primer orden al sexto). Ya hacia el siglo XVIII, cuando el laúd evolucionó al punto de tener 13 órdenes, su afinación era: Fa - re - la - fa - re - la, y a partir del séptimo orden, una sucesión de bajos descendentes de forma diatónica desde un sol por debajo de la del sexto orden hasta un la. 

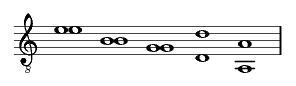
Afinación de Girolamo Montesardo (Guitarra barroca)

En cuanto a la guitarra barroca, la misma podía ser interpretada con o sin cuerdas graves, habiendo varias afinaciones posibles. Aquí se detallan algunos tipos de afinaciones utilizadas por De visée, Sanz y Montesardo.
Por último, en cuanto a la vihuela, si bien había distintas afinaciones, la más común era la vihuela en sol, que se afinaba de la siguiente forma: sol - re - la - fa - do - sol (Desde el primer orden hasta el sexto respectivamente). 

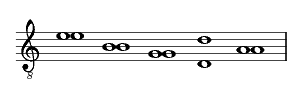
Afinación de Robert de Visée (Guitarra barroca)

### Tablaturas actuales para guitarra y bajo
Las líneas horizontales representan las cuerdas del instrumento. Sobre estas líneas, usando números, letras o símbolos, se especifica la posición de los dedos y las cuerdas punteadas.
A pesar de que existen otros símbolos auxiliares, como la forma de tocar (ligado, bendings, vibrato) o la afinación usada,  en muchos casos no aparece la duración del sonido. Por eso, junto a la tablatura suele aparecer una orientación rítmica.

Aquí podemos ver un ejemplo de tablatura actual de Guitarra: 
```

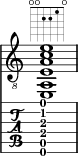
3 notaciones para guitarra: acordes, notación clásica y tablatura (en este caso, para La menor).

Afinación: Si (B) (si mi la re fa# si)
```

```
Intro:

  |---------------------------------|---------------------------------|
  |---------------------------------|---------------------------------|
  |----1-2-1-4---1-2-1-4-1-2-4------|---------------------------------|
  |-2-------------------------------|----1-2-1-4---1-2-1-4--1-2-4-----|
  |---------------------------------|-2-------------------------------|
  |---------------------------------|---------------------------------|
```

Aquí podemos ver un ejemplo de tablatura actual del bajo:
```
Main Riff:
--|---2--2--2--2--2---2--2--2--2--2-|-------------------------------
--|---------------------------------|---3--3--3--3--3--5--5--5--5--5
--|---------------------------------|-------------------------------
--|---------------------------------|-------------------------------
```

Las tablaturas han tenido mucha importancia para los principiantes, sobre todo para guitarristas y bajistas, y han servido para empezar a practicar sin saber ni solfeo ni teoría musical.
En los últimos tiempos, debido a la aparición de programas informáticos de edición de tablaturas es cada vez más común encontrar documentos que representen el ritmo tal cono sucede con la notación corriente

### Efectos
- Hammer-on: Este se hace tocando la cuerda e instantáneamente se golpea un traste posterior al que se está pisando o si se está tocando la cuerda al aire.
- Pull-off: En este se hace casi lo mismo que con el hammer-on solo que en vez de golpear un traste posterior se deja un dedo en un traste anterior y al tocarse la cuerda se suelte el traste sin quitar el dedo del traste anterior prácticamente pellizcando la cuerda con el dedo que se quita.
- Bend: Al tocar una cuerda se hace presión sobre el traste con el dedo, así que el bend consiste en mantener la presión sobre ese traste y elevar la cuerda sin soltar el traste. (Esto no puede hacerse tocando una cuerda al aire).
- Slide: Al tocar la cuerda se arrastra el dedo que se encuentra sobre el respectivo traste hasta otro ya sea posterior o anterior al que se está pisando sin quitar el dedo. (Este no puede hacerse tocando la cuerda al aire).
- Nota muerta: Esta se hace tocando la cuerda en el lugar del respectivo traste sin hacer presión sobre él.
- Vibrato: Se toca la nota y se hace vibrar con el vibrato o palanca de la guitarra, o bien haciendo un bend lo más rápido posible hacia arriba y hacia abajo.
- Palm mute: La nota es ligeramente apagada con el filo de la mano que hace el pick mientras esta está tocando las notas.

### Tablaturas actuales para instrumentos de teclado
Los instrumentos de teclado también disponen de un sistema de tablaturas que mantiene más similitudes con las partituras que los otros sistemas.
En la tablatura de piano cada línea representa una octava y notas monofónicas. Las notas a tocar se representan con sus correspondientes abreviaturas en sistema inglés (C, D, E, F, G, A, B) en minúscula si hace referencia a las teclas blancas y en mayúscula para las negras. Los espacios entre nota y nota (y los silencios) se representan añadiendo guiones entre ellas. También se puede indicar que se debe prolongar una nota con el pedal sustituyendo los guiones por el símbolo '>' o que se debe detener la nota sustituyéndolos por un punto. 
Podemos encontrar instrucciones de digitación que suelen venir explicadas a modo de comentario en la propia tablatura.
Aquí podemos ver un ejemplo de tablatura actual de Piano: 
```
L es mano izquierda y R es mano derecha - 120BPM
```

```
Chorus - 
Just Dance
 de 
Stefani Germanotta
, 
Aliaune Thiam
 y 
Nadir Khayat
:
 R 4|e-e-e-e-G-G-G-G-D-D-D-a-a-a-a-G-e-e-e-e-G-G-G-G-D-D-D-a-a-a-a-G|
 L 3|C>>>>>C-e>>>>>e-------F>>>F>>>e-C>>>>>C-e>>>>>e-------F>>>F>>>e|
 L 2|C>>>>>C-e>>>>>e-b>>>>>F>>>F>>>e-C>>>>>C-e>>>>>e-b>>>>>F>>>F>>>e|
 L 1|----------------b>>>>>--------------------------b>>>>>---------|
```

### Tablaturas actuales para armónica
En el caso de la armónica no existe un solo sistema de tablaturas consensuado, por lo que son varios los que coexisten y que son igualmente aceptados. Consisten en números que indican la o las celdas que deben ser tocadas, acompañados de símbolos que indican si deben ser sopladas, aspiradas y/o alteradas con alguna técnica en especial. De este modo podemos encontrar tablaturas que indican con flechas, paréntesis, letras o signos negativos cómo debe ser tocada cada nota, dando así la posibilidad de mostrar en poco espacio una pieza musical.
Existen, sin embargo, dos notaciones particularmente comunes, explicadas a continuación por medio de ejemplos:
```
Celda 4 soplada
 = 4, +4
```

```
Celda 4 aspirada
 = -4, (-4)
```

```
Celda 4 aspirada y con bending
 = -4b, (4b)
```

Paralelo de ambas notaciones: tablatura de la escala blues para armónica diatónica.
```
-2 -3b 4 -4b -4 -5 6 
```

```
(2) (3b) 4 (4b) (4) (5) 6
```